# Chaetocarpus
Chaetocarpus es un género perteneciente a la familia Acalyphoideae, en las euforbiáceas con 16 especies. Es originario de las regiones tropicales de América, África, Madagascar y Trop. & Subtrop. de Asia.

## Taxonomía
El género fue descrito por George Henry Kendrick Thwaites y publicado en Hooker's Journal of Botany and Kew Garden Miscellany 6: 300, pl. 10a. 1854. La especie tipo es: Chaetocarpus pungens Thwaites.

## Especies aceptadas
A continuación se brinda un listado de las especies del género Chaetocarpus aceptadas hasta octubre de 2012, ordenadas alfabéticamente. Para cada una se indica el nombre binomial seguido del autor, abreviado según las convenciones y usos.
- Chaetocarpus acutifolius (Britton & P.Wilson) Borhidi, Acta Bot. Acad. Sci. Hung. 25: 18 (1979).
- Chaetocarpus africanus Pax, Bot. Jahrb. Syst. 19: 113 (1894).
- Chaetocarpus castanocarpus (Roxb.) Thwaites, Enum. Pl. Zeyl.: 275 (1861).
- Chaetocarpus cordifolius (Urb.) Borhidi, Acta Bot. Acad. Sci. Hung. 25: 18 (1979).
- Chaetocarpus coriaceus Thwaites, Enum. Pl. Zeyl.: 275 (1861).
- Chaetocarpus cubensis Fawc. & Rendle, J. Bot. 57: 312 (1919).
- Chaetocarpus echinocarpus (Baill.) Ducke, Arq. Serv. Florest. 1: 32 (1939).
- Chaetocarpus ferrugineus Philcox, Kew Bull. 50: 121 (1995).
- Chaetocarpus gabonensis Breteler, Adansonia, III, 24: 221 (2002).
- Chaetocarpus globosus (Sw.) Fawc. & Rendle, J. Bot. 57: 312 (1919).
- Chaetocarpus myrsinites Baill., Adansonia 11: 95 (1873).
- Chaetocarpus parvifolius Borhidi, Acta Bot. Hung. 29: 184 (1983).
- Chaetocarpus pearcei Rusby, Bull. New York Bot. Gard. 8: 102 (1912).
- Chaetocarpus pubescens (Thwaites) Hook.f., Fl. Brit. India 5: 461 (1887).
- Chaetocarpus rabaraba Capuron, Adansonia, n.s., 12: 209 (1972).
- Chaetocarpus schomburgkianus (Kuntze) Pax & K.Hoffm. in H.G.A.Engler, Pflanzenr., IV, 147, IV: 10 (1912).[4]